# Битва на Калці
Битва на Калці — битва між русько-половецьким військом на чолі з галицьким князем Мстиславом Удатним і київським князем Мстиславом Старим проти монгольського війська на чолі з Джебе та Субедеєм. Відбулась 31 травня 1223 на річці Калка, на землях сучасної Донецької області, і закінчилась перемогою монголів. У битві загинуло кілька князів і родовитих бояр південної і центральної Русі, у тому числі Олешко Попович.
Бій був першою перемогою татар над військом Русі напередодні монгольського нашестя на Київську Русь, яке відбулось, щоправда, аж через 15 років після битви.

## Передумови
У XIII столітті Київська Русь переживала період феодальної роздробленості. Осередній владі було завдано сильного удару після руйнування Києва військами володимиро-суздальського князя Андрія Боголюбського у 1169 році і смоленського князя Рюрика Ростиславича у 1203 році. Колишні північно-східні удільні князівства фактично перетворилися на самоврядні держави. Втративши роль політичного осереддя країни, Київ залишався релігійним осередком Руських земель.
У той самий час у Східній Азії набирала сили нова держава — Монгольська імперія, створена талановитим полководцем Чингісханом. У 1219 році монголи знищили державу середньоазійських хорезмійців і вступили у війну з половцями, які дали притулок давнішнім ворогам монголів — меркітам. У 1221 році західна монгольська армія під керівництвом Джебе і Субедея взяла Ургенч, столицю Хорезму, після чого вторглася до Азербайджану і згодом отримала наказ перейти через Кавказ. Обидва полководці мусили вдарити по половцях у причорноморських степах і повернутися додому в обхід Каспійського моря.
У 1222 році західні сили монголів рушили до Кавказу, вторглися у Грузію і завоювали її. Проте в районі річки Терек їх спинило чисельно переважальне військо половців, касогів та аланів. Джебе і Субедей вдали, що воювати не збираються і уклали з головами цих племен мир. Але коли половецькі загони повернулися у чорноморські степи, монголи вдарили у спину їхнім союзникам і підкорили весь Північний Кавказ. У вирішальній битві на Дону монгольська армія розгромила основні сили половців і на початку 1223 року дійшла до Криму, де захопила Сурож. Після цього Джебе і Субедей знову повернули у степ, відкинувши на правий берег Дніпра сили половців. Останні втекли на Русь прохати допомоги. Руський літописець так описує цю подію:
У той же рік прийшла нечувана рать: безбожні моавитяни, прозвані татарами, прийшли на землю Половецьку, і половці стали супроти них. Але навіть хан Юрій Кончакович, що був найбільший між усіх половців, не зміг вистояти перед ними. І побіг він до ріки Дніпра, і многі половці побиті були. А татари, вернувшись, пішли у вежі свої.
І прибігло половців багато в Руську землю, і говорили вони руським князям: «Якщо ви не поможете нам,— то ми нині порубані були, а ви завтра порубані будете». І була рада всіх князів у городі Києві, і нарадились вони так: «Лучче б нам зустріти їх на чужій землі, аніж на своїй».

## Похід руських сил

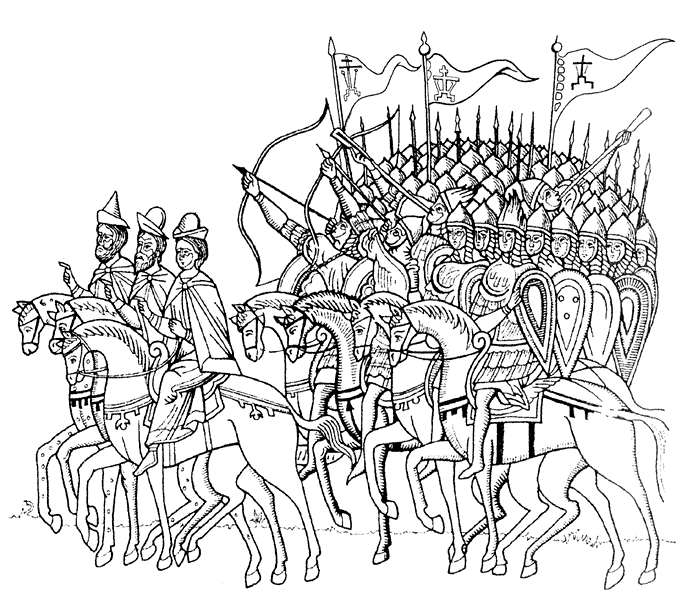
Руська дружина в поході.

Після княжої наради у Києві, галицький князь і зять половецького хана Котяна Мстислав Мстиславич, прозваний за свої подвиги Удатним, переконав правителів Київської і Чернігівської землі виступити разом проти монголів. Деякі знатні половці на знак подяки русинам прийняли християнську віру. У похід вирушили переважно князі південної та західної Русі з дружин яких було сформовано три групи військ:
- Першу, київську групу, очолив великий князь київський Мстислав Романович, очільник походу. До неї увійшли загони його сина Всеволода, зятя Андрія, князя шумського Святослава, і князя несвіжського Юрія.
- Другою, чернігово-смоленською, групою командував князь чернігівський Мстислав Святославич. Йому підпорядковувалися дружини переяславського князя Михайла Всеволодовича, курського князя Олега Святославича, князів путивльського і трубчевського.
- Третьою, галицько-волинською групою, керував ініціатор походу галицький князь Мстислав Удатний. До його сил входили дружини волинського князя Данила Романовича, луцького князя Мстислава Німого, дорогобузького князя Ізяслава Інгваревича і теребовлянського князя Ізяслава Володимировича.

Юрій Всеволодович, великий князь суздальський, з північно-східної Русі в похід не виступив, формально виславши на допомогу руській раті свого племінника ростовського князя Василя Костянтиновича, який «запізнився» та не встиг приєднатися до основного руського війська.
Місцем збору князівських сил був обраний правий берег Дніпра біля острова Хортиця. Руські війська рушили до нього в квітні 1223 року, де об'єдналися із половецькими силами і галицькими вигонцями з Подунав'я:
Звідти ж, із Києва, рушили вони (князі) місяця квітня і прийшли до ріки Дніпра, до острова Варязького. І приїхала туди до них уся земля половецька, і чернігівці приїхали, і кияни, і смольняни, й інші землі. Всі ми посуху Дніпро перейшли,— так ото покрита вода була безліччю човнів. А галичани й волинці, кожен зі своїми князями, і куряни, і трубчани, і путивльці, кожен зі своїми князями, прийшли кіньми. А вигонці галицькі рушили по Дністру і ввійшли в море,— човнів же було тисяча. І ввійшли вони в ріку Дніпро, і провели човни вгору до порогів, і стали коло ріки Хортиці, на броді близ Протолчів. Був же з ними воєвода Домажирич Юрій і боярин Держикрай Володиславич.
Біля Заруба до руських князів прибули монгольські посли, пропонуючи їм союз проти половців:
Це чули ми, що ви йдете проти нас, послухавши половців; а ми вашої землі не чіпали, ні міст ваших, ні сіл ваших, ні на вас прийшли, але за волею Божею на холопів і конюхів своїх поганих половців; а ви візьміть з нами мир; коли (половці) тікатимуть до вас, бийте їх звідти, а товари забирайте собі; ми ж бо чули, що і вам вони зробили багато зла; ми їх і за це б'ємо.
Однак князі відмовили послам і на вимогу половців вбили їх за підозрами у шпигунстві. Довіряти монголам русини не мали підстав, оскільки знали про віроломне порушення ними договору з половцями на річці Терек 1222 року. З іншого боку, за монгольськими законами — Великою Ясою — вбивство посла було гріхом, що закликав помсту до Неба, тому війна з Руссю, яка початково не входила у плани монголів, стала неминучою. За декілька днів Субедей і Джебе вислали нове посольство, яке оголосило руським князям війну:
Ви послухали половців, а послів наших перебили; йдете проти нас, то йдіть; ми вас не чіпали, хай усім Бог (суддя).

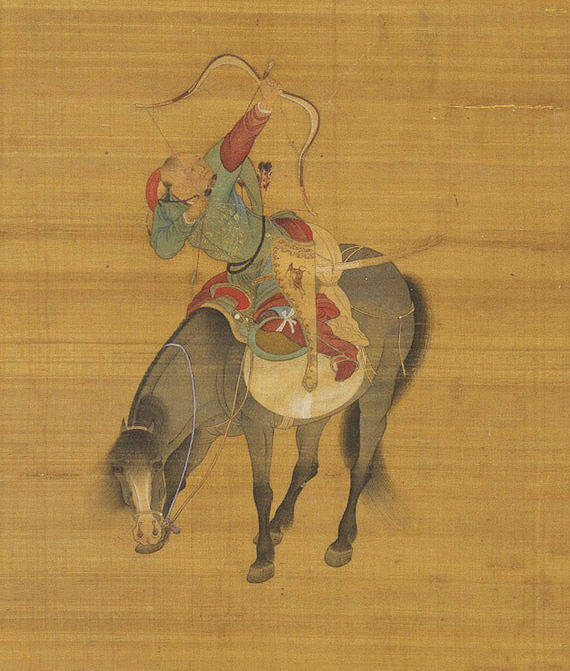
Монгольський лучник (китайський малюнок 13 століття).

Цього разу русини відпустили послів і почали планувати подальші дії. Їх координування ускладнювалося через суперництво трьох Мстиславів — київського, чернігівського і галицького, які були старшими походу. Ухвали на військових нарадах приймалися не одноосібно, а згідно з волею всіх князів-учасників. Мстислав Удатний, князь галицький, наполягав переправитись через Дніпро і розбити монголів на лівому березі в степу, а Мстислав Романович пропонував дати бій противнику на Дніпрі і підготуватись до оборони. Мстислав Святославич, князь чернігівський, зайняв вичікувальну позицію, не пристаючи на вимоги ні галичан, ні киян.
Між тим, біля берегів Дніпра з'явився монгольський роз'їзд, який оглядав руські човни. Мстислав Удатний вирішив атакувати його і перейшов з тисячею воїнів на лівий берег Дніпра. Разом із ним рушили волинці Данила Романовича, галицькі вигонці і підлеглі князі. Монголи були побиті, а їх рештки на чолі з командиром Гемябегом втекли до половецького кургану. Вони заховали живцем свого командира у землі, сподіваючись врятувати йому життя, але Мстислав знайшов його і передав половцям. Ті нещадно стратили полоненого.
Більшість руських князів і бояр, які вперше зіткнулися з монголами, висміювали вигляд і зброю противника, кажучи «Вони прості люди є, гірші половців». Однак, досвідчений воєвода галицьких вигонців Юрій Домажирич попереджав, що монголи добре стріляють з луків і непогано б'ються.
Повернувшись до руського табору на правому березі Дніпра, Мстислав Удатний та інші князі його війська розповіли Мстиславу Романовичу і Мстиславу Святославичу про першу переможну сутичку з «татарами», переконуючи: «Мстиславе і другий Мстиславе! Не стійте! Підемо проти них!». Ймовірно, чернігівський князь пристав на бік галичан, тому було прийнято рішення розпочати переправу.
У вівторок 23 травня русько-половецьке військо подолало Дніпро і рушило у Половецький степ. Воно просувалося вісім днів. Попереду війська йшли дружини групи галицького князя Мстислава Удатного, за ним слідували сили чернігівського князя Мстислава Святославича, а усю колону замикали загони великого князя київського Мстислава Романовича. По дорозі русинів і половців зустрічали монгольські роз'їзди, які, вдаючи втечу, заманювали їх, розтягуючи їхні загони на ворожій території. Також монголи кидали своїм переслідувачам обози з худобою, яку руські воїни охоче захоплювали, уповільнюючи рух війська. Легкість, з якою руські князі відганяли противника, породило безпідставне почуття переваги над ним.

## Битва

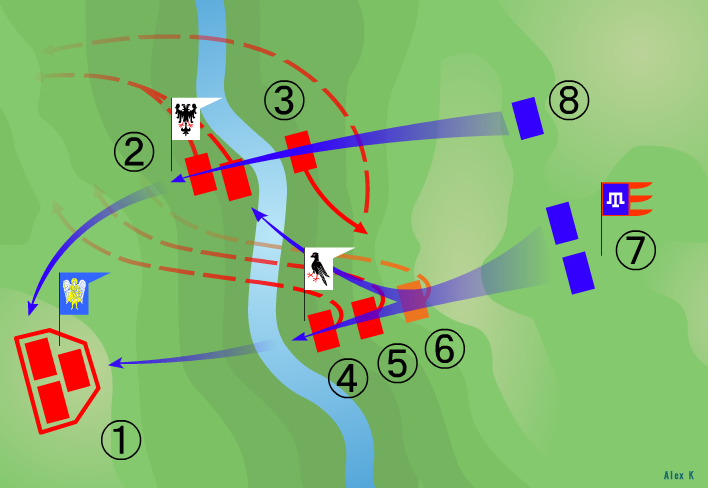
Уявний план битви на Калці за Іпатіївським літописом(31 травня 1223 року):1) Кияни Мстислава Романовича; 2) Чернігівці Мстислава Святославича; 3) Курчани Олега Святославича; 4) Галичани Мстислава Удатного; 5) Волинці Данила Романовича; 6) Половці Яруна; 7) Монголи Субедея і Джебе; 8) Бродники Плоскині.

31 травня 1223 року русько-половецька армія вийшла на річку Калку. Там їх зустріла монгольська сторожа, яка у запеклому бою з руськими передовими частинами убила воєводу Івана Дмитрійовича та інших двох командирів авангарду, і відступила за річку.
Оскільки першими до Калки дісталися частини Мстислава Удатного, прибічника активного наступу, вони швидко переправилися через річку. Як повідомляє літописець це, рішення було самовільним, бо галицький князь не узгодив своїх дій із чернігівськими і київськими князями — «через зависть, бо велика незгода була меж ними». За наказом Мстислава першими переправилися волинці Данила Романовича, а згодом й інші полки. Сам Мстислав подолав річку останнім і разом з половцями хана Яруна вийшов на вивідку.
За Калкою на русько-половецьку рать чекало добре підготовлене монгольське військо. Його верховоди Джебе і Субедей побачили, що сили противника діють некоординовано, і розпочали наступ. Мстислав Удатний помітив монголів, але було запізно — його сили не були приготовлені до бою. Він кинув на наступаючих половецькі загони, а сам повернувся до своїх дружин, наказавши якомога швидше озброїтися. Чернігівські і київські полки за Калкою не були сповіщені про початок битви.
Потужний натиск монгольської кінноти зім'яв половецькі порядки. Ярун і його сили кинулися тікати до табору Мстислава, посіявши паніку серед галицько-волинських військ. Потоптані відступаючими половцями, русини не встигли зайняти бойові поставити. У такому становищі їм довелося взяти на себе удар монголів. Спочатку частини Мстислава Удатного міцно трималися. Їм на підмогу підійшли чернігівські сили Мстислава Святославича і русини змогли розбити першу хвилю нападників. На початку битви відзначилися дружини волинців Данила Романовича і курян Олега Святославича. Літописець, учасник походу, так описує ті події:
Коли зіткнулися війська між собою, то Данило виїхав наперед, і воєвода Семен Олуйович, і воєвода Василько Гаврилович. Ударили вони в полки татарські, і Василько був збитий з коня, а сам Данило поранений був у груди. Але через молодість і одвагу він не чув ран, що були на тілі його,— був бо він віком вісімнадцяти літ, був бо він сильний,— і Данило кріпко боровся, побиваючи татар. Мстислав Ярославич Німий, бачивши це і подумавши, що Данило збитий був, помчав і сам між них, бо був той муж дужий, і тому, що він був родич Романові, із племені Володимира, на прозвище Мономаха. Він бо, велику приязнь маючи до отця його; йому й поручив по смерті свою волость — оддав князю Данилові.
Татари ж утікали, а Данило побивав їх своїм військом, і Олег Святославич курський.
Долю битви вирішили монгольські підкріплення, які атакували галицько-волинські і чернігівські групи військ Мстислава Удатного і Мстислава Святославича. Русини не встояли перед вправними монгольськими лучниками і почали тікати до Дніпра.
Кріпко вони билися, але інші полки татарські зіткнулися з ними, і за гріхи наші руські полки було переможено. Данило, бачивши, що все сильніше в битві налягають вороги і стрільці їх стріляють сильно, повернув коня свого на втечу — через те, що кинулися за ним противники. І коли він біг, то захотів води, і, пивши, відчув рану на тілі своєму,— в битві не помітив він її через силу й мужність віку свого.

Атака монгольських лучників (сучасна реконструкція, святкування з нагоди 800-річчя заснування Монгольської імперії)

Тим часом основні полки великого князя київського Мстислава Романовича залишалися осторонь побоїща. Київський князь побачив відступ чернігівських і галицько-волинських полків, та поспіхом зайняв кам'янисте місце на горі над Калкою і спорудив там навколо свого стану укріплений «город» з частоколом. Частина монголів під командуванням Цигирхана і Тешюхана обложила позиції киян, а решта пустилася навздогін відступаючим русинам і половцям. У погоні монголи убили князя канівського Святослава, Ізяслава Інгваровича, князя шумського Святослава, чернігівського князя Мстислава Святославича із сином Васильком, князя невізького Юрія та багато бояр і простих воїнів. Врятуватися змогли лише деякі половці, які втекли першими, та князі і бояри галицько-волинської групи. Мстислав Удатний діставшись зі своїми людьми до Дніпра, відвів човни від лівого берега, щоб монголи не переправилися на правий, і щодуху подався до Галича. Під час втечі деякі дружинники і прості руські воїни були пограбовані своїми ж союзниками — половцями.
Хоча основні русько-половецькі сили були розбиті, Мстислав Романович і його київська дружина боронилася в укріпленому «городі» ще три дні. Разом із ними опір монголам чинив князь Андрій, Мстиславів зять, і князь дубровицький Олександр. Противник ніяк не міг здобути укріплення, тому пішов на хитрість. Монголи запропонували русинам переговори про здачу і відправили до великого князя київського послом воєводу Плоскиню, командира союзних монголам бродників. Князям було обіцяно помилування в обмін на грошовий викуп і здачу «города». Коли ж ті прийняли умови і вийшли з укріплень, бродники зв'язали їх і передали монголам. Дружина і воїни укріплення були вирізані. Самих князів монголи поклали під дерев'яний поміст і розчавили, влаштувавши на ньому святковий бенкет.
…а у города того залишились два (татарські) воєводи Цигиркан і Тешюкан на Мстислава і зятя його Андрія і на Олександра Дубровицького: бо було два князя з Мстиславом. Тут ж бродники з татарами були, і воєвода їхній Плоскиня, і той окаянний цілував хрест чесний Мстиславу і обом князям, що їх не уб'ють, але відпустять за викуп, і збрехав окаянний: передав їх, зв'язавши, татарам; а город взяли і людей посікли і тут кістьми пали; а князів вони задавили, поклавши під дошки, а самі зверху сіли обідати, і так життя їх (князів) скінчилось.

## Наслідки

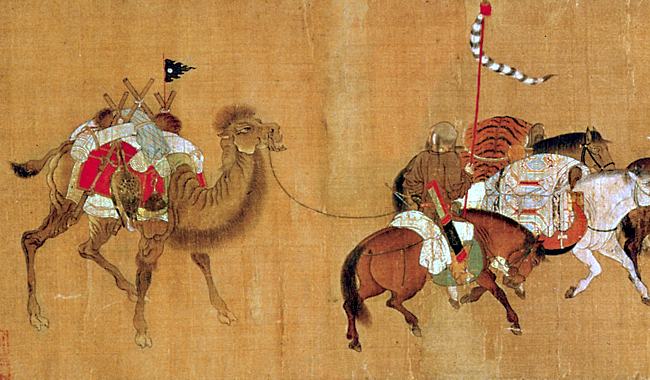
Монгольський воїн з трофеями, здобутими у боях

У битві на Калці монголи вперше зіткнулися з руськими методами ведення війни. Виснажена боями у Середній Азії і Кавказі, армія Субедея змогла розбити відбірні руські полки Мстислава Удатного, уславленого перемогами над поляками, угорцями і половцями. Цей бій засвідчив перевагу східноазійської тактики бою над середньовічними європейськими — єдиноначалля над колегіальним командуванням, колективної дисципліни над індивідуальним героїзмом, вишколених лучників над тяжкою кіннотою і піхотою. Ці тактичні відмінності стали запорукою монгольського успіху на Калці, а згодом і блискавичного завоювання Східної і Центральної Європи.
Тогочасних даних про втрати обох сторін у битві на Калці немає. Руські літописці подають лише кількість загиблих князів і воїнів київських дружин, з якої можна уявити величину поразки руського війська:
Мстислав (Романович) старий добрий князь тут убитий був, і другий Мстислав (Святославич), і інших князів тридцять убито було, а бояр та інших воїв многое-множество, говорять бо лише киян одних загинуло на битві тій десять тисяч. І був плач і туга на Русі, і по всій землі чули цю біду.
Для монголів битва на Калці була однією з рядових битв, які вони провели у Китаї, Середній Азії чи Кавказі. Після неї загони Субедея і Джебе знищили руське місто Новгород-Святополчий і, перейшовши річку Донець, вирушили додому по правому березі Волги. Проте неподалік міста Сувар, на переправі через Волгу, їх атакували волзькі булгари. Монголи були змушені відступити, втративши полководця Джебе, і відійшли до Середньої Азії. На Великому Курултаї на берегах річки Сирдар'я Субедей особисто доповів Чингісхану подробиці кавказько-причорноморського походу.